# Franz Wilhelm Sonreck
Franz Wilhelm Sonreck (* 6. Juni 1822 in Neviges, Velbert; † 7. Februar 1900 in Köln) war ein deutscher Orgelbauer.

## Leben
Sonreck erlernte das Handwerk des Orgelbauers bei Heinrich Anton Weitz (1798–1871) in Düsseldorf. Anschließend ging er auf Wanderjahre, die ihn meistenteils durch Deutschland und die Niederlande führte.
Zurück in seiner Heimatstadt, gründete er dort eine Werkstatt und bildete auch einige Schüler aus, unter anderem Franz Eggert und Franz Josef Schorn.
1850 holte ihn sein ehemaliger Arbeitgeber, Engelbert Maaß, nach Köln und machte ihn zu seinem Nachfolger. Dort führte er die Werkstatt ganz im Stil von Maaß weiter und stand damit auch in der Tradition von Balthasar König.

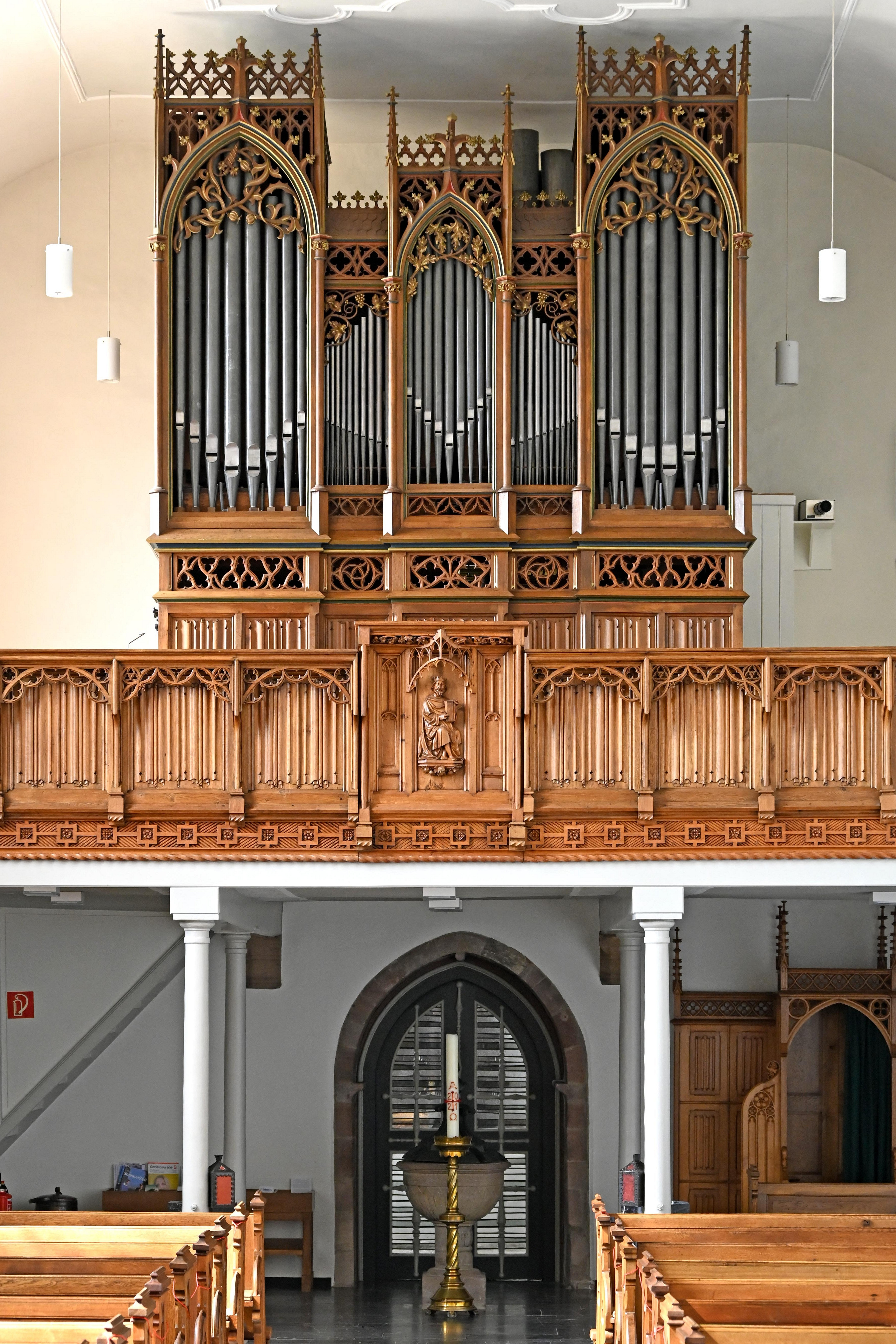
St. Stephani Auffindung (Bürvenich), 1870, II/P, 22 Register

## Orgeln (Auswahl)
Deutschland
- Kölner Dom, erbaut 1863, zerstört 1944
- St. Jodokus, Saalhausen
- St. Laurentius, Essen-Steele
- Propsteikirche, Kempen
- St. Stephani Auffindung, Bürvenich
- St. Remigius, Köln-Sürth
- St. Katharina, Senheim/Mosel, fast 100 % original
- St. Antonius zu Padua, Wipperfürth
- Sankt-Venantius-Kapelle, Bonn-Röttgen

Österreich
- 1859 Pfarrkirche Großwetzdorf hl. Thomas